# Längsbandbärbling
Der Längsbandbärbling (Rasbora einthovenii) ist ein kleiner Karpfenfisch, der auf der Malaiischen Halbinsel, Singapur, Sumatra, Borneo, Bangka und Belitung vorkommt. Die Art wurde als Leuciscus Einthovenii erstbeschrieben und nach dem niederländischen Arzt J. Einthoven benannt, der die Typusexemplare gefangen hat.

## Merkmale
Der Längsbandbärbling erreicht eine Körperlänge von neun Zentimetern. Sein Körper ist schlank und gestreckt. Die Grundfarbe ist Gelblichbraun bis Helloliv und zeigt einen violetten bis bläulichen Schimmer. Der Bauch ist gelblich bis silbrig. Ein schwarzes bis schwärzlich grünliches Längsband erstreckt sich von der Schnauzenspitze bis zur Schwanzflosse. Es wird oben und unten von je einer roten bis goldenen Linie begrenzt. Die Flossen sind transparent, die ersten Flossenstrahlen der Rückenflosse hin und wieder dunkel. Die Seitenlinie ist fast vollständig, lediglich die letzte mittlere Längsreihenschuppe oder einige wenige davor besitzen keine Poren. Weibchen besitzen eine stärker ausgebuchtete Bauchlinie.
- Flossenformel: Dorsale: 2/7; Anale: 3/5–6; Pectorale: 1/12–14; Ventrale: 2/7.
- Schuppenformel: mLR 29–32, 12–13 Schuppen zw. Kopf und Rückenflossenansatz.

## Lebensweise
Der Längsbandbärbling lebt in Waldbächen und ernährt sich von Würmern, kleinen Krebstieren und Insekten.